# Luke, Rank Impersonator
Luke, Rank Impersonator é um curta-metragem norte-americano de 1916, do gênero comédia, estrelado por Harold Lloyd.

## Elenco
- Harold Lloyd - Luke
- Bebe Daniels
- Snub Pollard

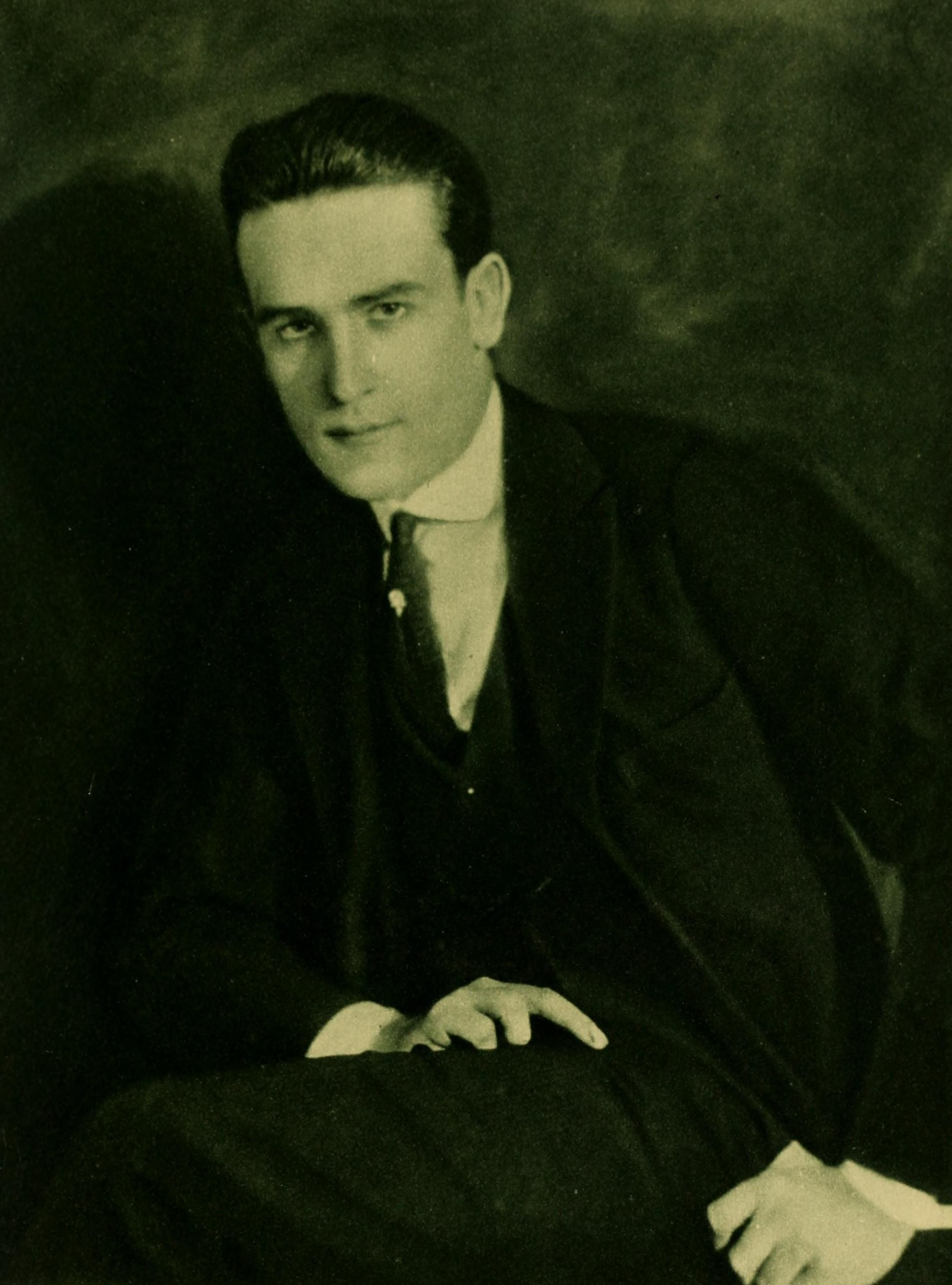
Harold Lloyd

- Charles Stevenson - (como Charles E. Stevenson)
- Billy Fay
- Fred C. Newmeyer
- Sammy Brooks
- Harry Todd
- Bud Jamison
- Margaret Joslin - (como Mrs. Harry Todd)
- Earl Mohan
- Jewel Mason
- Peggy Heinse
- Estelle Short - (como Estella Short)
- Vesta Marlowe
- Peggy Prevost - (como Marjory Prevost)
- Villatta Singley
- Madeline Vintin